# Trofeo Matteotti 1980
Il Trofeo Matteotti 1980, trentacinquesima edizione della corsa, si svolse il 27 luglio 1980 su un percorso di 230 km. La vittoria fu appannaggio dell'italiano Silvano Contini, che completò il percorso in 6h06'46", precedendo i connazionali Pierino Gavazzi e Giovanni Battaglin.

## Ordine d'arrivo (Top 10)
| Pos. | Corridore          | Squadra              | Tempo    |
| ---- | ------------------ | -------------------- | -------- |
| 1    | Silvano Contini    | Bianchi              | 6h06'46" |
| 2    | Pierino Gavazzi    | Magniflex-Olmo       | s.t.     |
| 3    | Giovanni Battaglin | Inoxpran             | s.t.     |
| 4    | Alessandro Pozzi   | Bianchi              | s.t.     |
| 5    | Wladimiro Panizza  | Gis                  | s.t.     |
| 6    | Marino Amadori     | Magniflex-Olmo       | a 0'06"  |
| 7    | Giuseppe Saronni   | Gis                  | a 0'49"  |
| 8    | Francesco Moser    | Sanson               | s.t.     |
| 9    | Alfio Vandi        | Famcucine-Campagnolo | s.t.     |
| 10   | Valerio Lualdi     | Gis                  | s.t.     |